# Notropis stilbius
Notropis stilbius är en fiskart som beskrevs av David Starr Jordan, 1877. Notropis stilbius ingår i släktet Notropis och familjen karpfiskar. Inga underarter finns listade i Catalogue of Life.